# Game World Navigator
Game World Navigator (en ruso: Навигатор игрового мира) es una revista rusa de videojuegos fundada en 1997. Es propiedad de Navigator Publishing, que también produjo otras revistas de juegos.
La revista se publica mensualmente y presenta noticias de la industria de los videojuegos, avances de juegos futuros y reseñas de los últimos juegos populares. Se está prestando mucha atención a los videojuegos en línea.
El lema de la revista originalmente era PC Only & Forever. Apareció en todas las portadas de Navigator hasta 2012. En 2014, el editor en jefe de la revista, Igor Boyko, se convirtió en el primer ruso como jurado de la feria de juegos Gamescom.